# Aisy-sur-Armançon
Aisy-sur-Armançon – miejscowość i gmina we Francji, w regionie Burgundia-Franche-Comté, w departamencie Yonne.
Według danych na rok 1990 gminę zamieszkiwało 278 osób, a gęstość zaludnienia wynosiła 15 osób/km² (wśród 2044 gmin Burgundii Aisy-sur-Armançon plasuje się na 635. miejscu pod względem liczby ludności, natomiast pod względem powierzchni na miejscu 502.).